# 13751 Joelparker
13751 Joelparker eller 1998 SS55 är en asteroid i huvudbältet som upptäcktes den 16 september 1998 av LONEOS vid Anderson Mesa Station. Den är uppkallad efter astronomen Joel W. Parker.
Asteroiden har en diameter på ungefär 3 kilometer.